# Supermarina
Supermarina era el nom de l'Estat Major de la Regia Marina durant la Segona Guerra Mundial, i va entrar en funcionament l'1 de juny de 1940. De la mateixa manera, es van establir el Superesercito i el Superaereo. La Supermarina depenia directament del comandament suprem italià, controlant tots els components de la Regia Marina.

## Història
El primer projecte de comandament centralitzat per a totes les operacions navals es va posar en marxa el novembre de 1934.
El 1938 es van completar els sistemes logístics i el 14 d'octubre de 1938 es va inaugurar la seu per Mussolini.
La seu de Supermarina es trobava a Roma, al Lungotevere Flaminio. Quan la capital va ser declarada ciutat oberta, Supermarina es va traslladar a Santa Rosa a la Via Cassia, a uns 20 km de Roma, l'actual seu del CINCNAV (2011).
Supermarina va romandre en funcionament fins al 12 de setembre de 1943. Tot i que en teoria el cap de Supermarina hauria d'haver estat el Cap de l'Estat Major Naval, de fet era el Subcap d'Estat Major qui ocupava el càrrec. Així, en el període inicial del conflicte, quan el cap de l'estat major naval era l'almirall Domenico Cavagnari, el cap de Supermarina era l'almirall Odoardo Somigli. El 10 de desembre de 1940, Cavagnari va ser succeït per Arturo Riccardi i l'almirall Inigo Campioni es va convertir en cap d'estat major adjunt. Finalment, uns dos anys més tard, l'almirall Luigi Sansonetti es va convertir en cap d'estat major adjunt. Supermarina es va dividir en diverses seccions, cadascuna de les quals tractava de tasques precises com, per exemple, el desxifrat, els moviments estratègics i les comunicacions.
El nom segons l'historiador  Marcantonio Bragadin:
| « | ... indicava convencionalment l'Alt Comandament de la Marina, el vèrtex de la jerarquia naval. De fet, Supermarina depenia directament del Comandament Suprem de les nostres forces armades i tenia al seu comandament tot l'aparell militar de l'Armada, amb la tasca primordial d'impulsar i dirigir, a nivell estratègic, totes les operacions militars a la Mediterrània i als oceans. | » |

De nou segons Bragadin
| « | El seu àpex constava d'una gran sala on, per mitjà de grans mapes geogràfics de paret, en els quals s'hi fixaven diferents contorns amb el nom de cada vaixell, es representava la situació, al mar i als ports, tant els nostres com els nostres adversaris per a les avaluacions i les decisions dels caps. ... Tots els missatges sobre els moviments de l'enemic i sobre l'estat de la nostra flota van arribar a aquesta sala i des d'allà, d'acord amb el Comandament Suprem, es van enviar les ordres de combat i es van decidir els moviments que haurien d'haver fet les unitats ocupades. | » |

A diferència de les altres marines de guerra que atribuïen una àmplia autonomia de decisió als comandants al mar, el comandant superior d'un esquadró de batalla italià sempre havia de seguir les ordres de Supermarina, i davant l'evolució dels esdeveniments havia de comunicar-se i esperar instruccions. Aquesta pràctica va causar diversos problemes durant el conflicte a causa de situacions que van evolucionar més ràpid del que Supermarina podia gestionar la situació. A partir de 1940 Supermarina va deixar la iniciativa de l'acció tàctica als comandants, però les estrictes directives de no comprometre forces enemigues superiors van frenar la iniciativa dels comandants. El motiu d'unes disposicions tan prudents era que, en tot cas, la possibilitat de substitució pel costat italià dels vaixells perduts en combat -donada l'escassetat de matèries primeres- era almenys problemàtica. Fins i tot la manca de combustible va ser un motiu donat per justificar, a partir de 1942, la no utilització d'unitats de combat; això era en part cert atès que Itàlia no posseïa recursos petroliers, però també cal especificar que, en la data de l'armistici, els alemanys van trobar importants estocs de combustible (de l'ordre d'un milió de tones). Aquest fet -exaltat per la propaganda alemanya i republicana- va ser degut, en realitat, al cessament del trànsit amb el nord d'Àfrica, que va tenir lloc el maig de 1943 amb la caiguda de Tunísia: mentre que fins aleshores les existències de combustible havien estat absorbides per les necessitats de la navegació mercant i les escortes dedicades a viatges continus cap a i des del nord d'Àfrica, amb el cessament de la guerra de combois, les necessitats de combustible de la Regia Marina van disminuir bruscament, donant lloc a un nou augment en el subministrament de combustible en els últims mesos del conflicte.
Després del 8 de setembre de 1943, Supermarina donà ordres per a l'execució de les clàusules de l'Armistici de Cassibile, la transferència de totes les naus hàbils a ports controlats pels Aliats i per a l'enfonsament o el sabotatge dels que no podien navegar, per evitar que fossin capturats pels alemanys i, finalment, cessà les operacions el 12 de setembre de 1943, després de la captura de Roma a mans del Tercer Reich.